# 小行星5606
小行星5606（英語：5606 Muramatsu）是一颗围绕太阳公转的小行星。1993年3月1日，大友哲在藤枝市发现了此天体。
这颗小行星的绝对星等为15.02763567039575等。